# Walter Schnee
Walter Schnee (* 8. August 1885 in Rawitsch; † 10. Juni 1958 in Leipzig) war ein deutscher Mathematiker.

## Leben
Walter Schnee studierte von 1904 bis 1908 Mathematik in Berlin. 1908 erfolgte hier seine Promotion zum Dr. phil. mit der Arbeit Über irreguläre Potenzreihen und Dirichletsche Reihen bei Friedrich Schottky und Georg Frobenius. Ein Jahr später habilitierte er sich mit der Arbeit Über Mittelwertformeln in der Theorie der Dirichletschen Reihen.
Von 1909 bis 1916 war er Privatdozent an der Universität Breslau und von 1916 bis zu seiner Einberufung 1917 außerordentlicher Professor an der gleichen Universität. Nach einer Verwundung wurde er am 1. April 1917, also noch während des Krieges, als Extraordinarius an die Universität Leipzig berufen und vom Militärdienst freigestellt. Hier blieb er bis zu seiner Emeritierung im Jahr 1954.
Schnee arbeitete in Leipzig insbesondere auf dem Gebiet der Zahlentheorie. Sein Hauptaugenmerk galt der bis heute nicht bewiesenen Riemannschen Vermutung.
In der personalpolitisch schwierigen Zeit des Zweiten Weltkriegs war Schnee eine der Hauptstützen der Mathematikausbildung an der Universität Leipzig. Nach der offiziellen Wiedereröffnung der Universität am 5. Februar 1946 begann auch die Lehrtätigkeit am Mathematischen Institut mit Vorlesungen und einem Praktikum zur Differential- und Integralrechnung des damals  60-jährigen Extraordinarius Schnee.

## Schriften
- Über magische Quadrate und lineare Gitterpunktprobleme, Berichte über die Verhandlungen der Sächsischen Akademie der Wissenschaften zu Leipzig, Mathematisch-Naturwissenschaftliche Klasse, Bd. 98, H. 1, Akademie-Verlag Berlin (Ost) 1951